# Dendroctonus brevicomis
Dendroctonus brevicomis, también conocido como escarabajo del pino occidental, es una especie de escarabajo descortezador de la familia Curculionidae. Se encuentra en América del Norte y partes de México. Se le conoce como una plaga destructiva de Pinus ponderosa y Pinus coulteri. En la sequía, estos pinos son más susceptibles a las infestaciones por D. brevicomis, por lo que existe un mayor riesgo de incendios forestales debido a los árboles muertos.
Los adultos de D. brevicomis son escarabajos marrones o negros de 3-5 mm de largo. Las hembras colocan los huevos en la madera, dañando los árboles.